# جان ال. آلن جونیور
جان ال. آلن جونیور (به انگلیسی: John L. Allen Jr.) یک روزنامه‌نگار و نویسنده آمریکایی است که به عنوان سردبیر وب سایت خبری کاتولیک کروکس که قبلاً مدیریت آن برعهده بوستون گلوب بود، اکنون توسط ای سایت کنترل می‌شود.
آلن از هنگام تأسیس کروکس درسال ۲۰۱۴ به مدت ۱۶ سال در رم به عنوان ناظر واتیکان کار کرد و از سریر مقدس و پاپ به عنوان گزارشگر ملی کاتولیک به آن پوشش خبری می‌داد، وی بعداً به بوستون گلوب پیوست. او همچنین به‌عنوان تحلیلگر ارشد واتیکان در سی‌ان‌ان فعالیت دارد و در پوشش خبری برنامه‌های کنفرانس واتیکان در سال‌های ۲۰۰۵و ۲۰۱۳ حضور داشت. آلن عضو ارتباط و رسانه سنت فرانسیس د سیلز در مؤسسه ورلد آن فایر می‌باشد و برای آن کار می‌کند. این مؤسسه توسط اسقف رابرت بارون تأسیس شده‌است.
آلن نویسنده دوازده کتاب در مورد کلیسای کاتولیک می‌باشد. او دو بیوگرافی از پاپ بندیکت شانزدهم نوشته‌است.

## زندگی‌نامه
آلن متولد ۱۹۶۵، در هیز، کانزاس بزرگ شد. او در سال ۱۹۸۳ از دبیرستان توماس مور پرپ-ماریان که توسط کاپوچین تأسیس شده‌است، فارغ‌التحصیل شد. او مدرک لیسانس فلسفه خود را از دانشگاه ایالتی فورت هایس و مدرک کارشناسی ارشد در مطالعات دینی را از دانشگاه کانزاس دریافت نموده‌است و برای چندین سال، در رشته روزنامه‌نگاری تدریس کرده‌است و همچنین بر روی روزنامه دانش آموزی، شوالیه، در دبیرستان نوتردام در شرمن اوکس، کالیفرنیا نظارت داشت.
او طی مدتیکه در پوشش خبری مرگ پاپ ژان پل دوم، حاضر بود اغلب در سی‌ان‌ان ظاهر می‌شد. آلن سپس تحلیلگر ارشد واتیکان در سی‌ان‌ان شد. او همچنین در زمینه مسائلی که در واتیکان رخ می‌دهد و آخرین رویدادها پوشش خبری ارائه می‌کند.
در ۵ نوامبر ۲۰۱۱، کالج سنت مایکل در دانشگاه تورنتو مدرک دکترای افتخاری حروف مقدس را به او اعطا کرد. آلن همچنین دکترای افتخاری را از دانشگاه لوئیز در رومیوویل، ایلینوی دریافت کرده‌است. کالج سنت مایکل در کولچستر، ورمانت؛ و دانشگاه دالاس، ایروینگ، تگزاس.
در سال ۲۰۱۴، آلن به عنوان دستیار ویراستار با بوستون گلوب مشغول به کار شد و به راه اندازی وب سایت آن، کروکس کمک کرد. در سال ۲۰۱۶، بوستون گلوبمالکیت وب سایت کروکس و مالکیت معنوی آن را به آلن اختصاص داد. اکنون کروکس بر مبنای درآمد تبلیغاتی، سندیکا و مجوز و همچنین حمایت‌های خیریه فعالیت دارد.
آلن و همسرش الیز که همچنین به عنوان خبرنگار ارشد برای کروکس خدمت می‌کند، در رم زندگی می‌کنند.

## انتشارات
علاوه بر نوشتن مقاله در ستون و گاه قطعات دیگر برای ان‌سی‌آر، آلن به عنوان روزنامه‌نگار در نیویورک تایمز، واشینگتن پست، وال استریت ژورنال، سی‌ان‌ان، ان‌پی‌آر، تبلت، عیسی، دومین نظر، ملت، میامی هرالد، شیار آلمانی، آیریش اگزمینر کار کرده‌است.

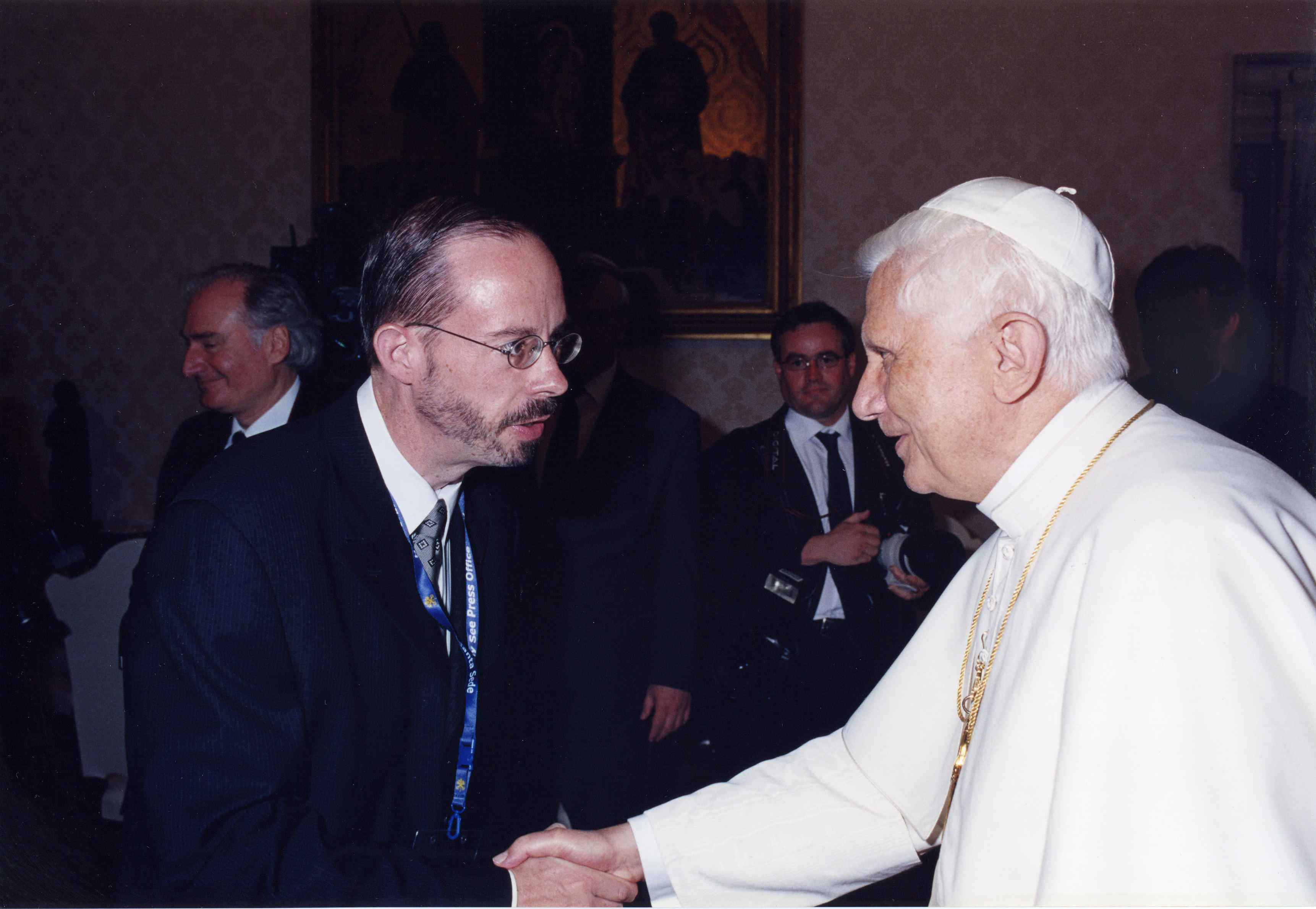
آلن با پاپ بندیکت شانزدهم